# Thomas Locher
Thomas Locher (* 14. September 1956 in Munderkingen) ist ein deutscher Konzeptkünstler.

## Leben
Von 1979 bis 1985 studierte er an der Staatlichen Akademie der Bildenden Künste Stuttgart, 1981 bis 1985 an der Universität Stuttgart. Im Wintersemester 1997/98 war er Gastdozent an der Merzakademie in Stuttgart. Von 2008 bis 2016 war er Professor an der Königlich Dänischen Kunstakademie in Kopenhagen. Von 2017 bis 2022 war er Rektor der Hochschule für Grafik und Buchkunst Leipzig.
Thomas Locher ist Mitglied im Deutschen Künstlerbund. Er lebte von 1986 bis 2000 in Köln und arbeitet und lebt nun in Berlin und Kopenhagen.

## Werk
Lochers konzeptuelle Arbeiten, die stark auf dem französischen Strukturalismus fußen, befassen sich mit den Problemen von Sprache und Zeichen und den Möglichkeiten, Bilder herzustellen, die die Bedeutung von Signifikat und Signifikant reflektieren, ohne dafür Begriffe und Sätze zu verwenden. Ergebnis dieser Reflexionen sind seine
„Nummernarbeiten“, an Konkrete Kunst erinnernde geometrische Kompositionen mit nummerierten oder mit Buchstaben versehenen homogenen Farbflächen.
Andere Arbeiten setzen Zitate unterschiedlicher Autoren in großen Blockbuchstaben ins Bild, „kommentiert“ durch Farbbeutel, die auf der Bildoberfläche zersprungen sind. Die Zitate sind gelegentlich Klassikern der marxistischen Wirtschaftstheorie entnommen, wie z. B. Karl Marx oder Alfred Sohn-Rethel, oder offiziellen Dokumenten, wie z. B. der UNO-Konvention gegen Folter. Exemplarisch ist die Serie „Marx-Arbeiten“ mit Textfragmenten aus Das Kapital von Karl Marx.
Seine Serie „Gift“ besteht aus Fotoarbeiten in Schwarzweiß mit Ausschnitten, die Hände und Gesten im Zusammenhang von Unterhandlungen, Unterredungen oder Vertragsabschlüssen zeigen. Unterlegt sind die einzelnen Bilder jeweils mit Zitaten aus Jacques Derridas Buch „Donner le Temps“.

## Ausstellungen (Auswahl)
- 2020: Visual Semiotics, Bernhard Knaus Fine Art, Frankfurt[4]
- 2019: Thomas Locher. The Shape of Words to Come. Edge / Corner / Margin, Galeria Helga de Alvear, Madrid
- 2017: Dead Letters. Living Words. Dying Metaphors. graft, press, hang, Galerie Reinhard Hauff, Stuttgart
- 2015: Post-Information, Galerie Silberkuppe, Berlin
- 2015: Doors, KMD Kunsthalle Marcel Duchamp/The Forestay Museum of Art, Cully, Schweiz
- 2014: Two Postures. WALLWORK #12, Verein zur Förderung von Kunst und Kultur am Rosa-Luxemburg-Platz e. V., Berlin
- 2014: Absent Things, Galeria Helga de Alvear, Madrid
- 2013: Das Phänomen von Bild und Schrift. Typografie und Kunst seit den 1960er Jahren, Städtische Galerie Karlsruhe, Karlsruhe
- 2013: Kubus. Sparda-Kunstpreis (with Katrin Mayer und Alexander Roob), Kunstmuseum, Stuttgart
- 2013: Homo oeconomicus, Wiener Secession, Wien, Katalog
- 2012: Parcours, Kunstpalais Erlangen
- 2012: AND IN BETWEEN (with Katarina Zdjelar), Galerie Stadtpark Krems, Krems
- 2010: 6. Berlin Biennale[5]
- 2010: X und noch etwas Y dazu... (Textarbeit), Kubus im Petuelpark, München[6]
- 2008: Vertrautes Terrain, Aktuelle Kunst in & über Deutschland, Zentrum für Kunst und Medientechnologie (ZKM) Karlsruhe
- 2006: This Land is my Land…, Kunsthalle Nürnberg, Germany
- 2005: lines and traces, Galerie Bernhard Knaus, Mannheim
- 2004: 100 Artists See God, Institute of Contemporary Arts, London
- 2004: Vienna Coffee Table, Galerie Bernhard Knaus, Mannheim
- 2002: Reproduktion, Galerie Bernhard Knaus, Mannheim